# Raker Qarrigat
Raker Qarrigat è una Lanterna Verde immaginaria membro dell'Universo DC che comparve per la prima volta in Green Lantern 80-Page Giant n. 3 (2000) e fu creato da Scott Beatty. Abbandonato dai Guardiani dell'Universo, si nasconde nelle ombre del dominio di Darkseid, Apokolips. Il compito di Qarrigat è quello di difendere le masse di Apokolips.

## Biografia del personaggio
Qarrigat fu reclutato su Wolsoon, il suo pianeta natio, ed è il terzo rappresentante dei Guardiani inviato su Apokolips. I primi due non ritornarono mai. Una volta giunto, Qarrigat affrontò direttamente Darkseid, ma fu velocemente sconfitto, e la sua mano venne frantumata. Darkseid decise di risparmiarlo, e Qarrigat ritornò dai Guardiani, raccomandando un assalto su piena scala verso Apokolips.
Capendo che non avevano la forza numerica necessaria per un'impresa di tale portata, i Guardiani ordinarono l'espansione del Corpo, che lentamente crebbe fino al contenimento di 3600 membri. Quando invasero Apokolips, tuttavia, furono assassinati in massa dai gialli Parademoni (all'epoca, il colore giallo era la debolezza dell'anello del potere).
I sopravvissuti all'assalto formarono un secondo gruppo con Raker e attaccarono di nuovo, utilizzando alcune armi rubate ai Parademoni. Raker affrontò Darkseid nuovamente, ma la loro battaglia venne interrotta dai Guardiani, che annunciarono un accordo con Darkseid: nessuno dei due avrebbe interferito nel territorio dell'altro. Darkseid domandò, però, un unico bottino di guerra: Raker Qarrigat. I Guardiani accettarono di lasciare Qarrigat su Apokolips. Prima che le Lanterne Verdi lasciassero il pianeta, la Lanterna Verde Ash-Pak-Glif, passò in segreto a Qarrigat un anello del potere ed una Batteria del Potere per ricaricarlo. Raker Qarrigat e l'attacco ad Apokolips furono espunti dai registri su Oa.

### Fiamma Verde
Nel corso degli anni Qarrigat rifiutò di arrendersi e combatté in segreto per i Cani di Apokolips, infatti divenne una leggenda, la "Leggenda della Fiamma Verde". Darkseid decise di lasciarlo in vita come un faro di speranza, così che questa stessa speranza sarebbe potuta essere schiacciata da Darkseid.
Qarrigat fu scoperto in vita dalla Lanterna Verde Kyle Rayner e da Orion quando si trovarono scaraventati su Apokolips. Qarrigat fu inizialmente convinto che fossero giunti per salvarlo, ma subito capì di essere stato dimenticato, e che il Corpo fu distrutto. Scoperto dai Parademoni, Qarrigat li combatté abbastanza a lungo da permettere a Kyle Rayner e ad Orion di fuggire da Apokolips, ma lui non riuscì a fuggire con loro.
Raker si riunì al Corpo delle Lanterne Verdi dopo la sua ricostituzione. Fu visto durante gli eventi della Guerra contro i Sinestro Corps, con al fianco una partner femminile di nome Kraken, nativa di Apokolips.